# Szent Jácinta
Szent Jácinta, születési nevén Giacinta Marescotti (Vignanello, 1585. március 16. – Viterbo, 1640. január 30.) szentként tisztelt kora újkori olasz apáca.

## Élete
Ferences apácák nevelték Viterbo, ő azonban lenézte tanítóit, és apáca nővérét – ugyanakkor irigyelte húgát, akit előkelő nemesember vette feleségül. Pusztán szülei nyomására végül ő is beállt az apácák közé – nehogy „férjvadásznak” nézzék –, de a továbbra is lakásában maradt, és fényűző életet élt.
10 év múlva súlyos betegségbe került, és a gyóntatására kijött ferences szerzetes látva világias életmódját, nem akarta feloldozni. Jácinta ekkor őszinte bűnbánatot tartott, és felgyógyulva betegségéből kincseit apácafőnöknőjének ajándékozta, csak egy feszületet tartott meg emlékül. Lágy selyemruhái helyett egy elhunyt ferences barát szőrcsuháját kezdte hordani, egyúttal szigorú vezeklő és imádságos életet kezdett. Életének hátralévő 20 esztendeje alatt szép lassan szerzetesházát, majd szülővárosát reformálta meg. A feljegyzések szerint messze földről is felkeresték világi emberek, hogy tanácsot adjon nekikː miként tudják ők is megjobbítani életüket. Jácinta 1640-ben hunyt el 55 éves korában. A római katolikus egyház szentként tiszteli, és halála napját, illetve január 30-át üli emléknapjaként.